# Статулявичус, Витаутас Антанович
Витаутас Статулявичюс (27 ноября 1929 года, дер. Бикунай, Зарасайский уезд — 23 ноября 2003 года, Каунас) — математик, лауреат премии имени А. А. Маркова, и Государственной премии СССР.

## Биография
Родился 27 ноября 1929 года в дер. Бикунай Зарасайского уезда Литвы.
В 1954 году окончил Вильнюсский университет, физико-математический факультет.
В дальнейшем преподавал там курсы теории вероятностей и математической статистики.
С 1957 года работал в Институте физики и математики АН ЛитССР, затем стал директором Института математики и кибернетики АН ЛитССР.
В 1959 году защищает кандидатскую диссертацию, тема: «Локальные предельные теоремы для неоднородных цепей Маркова».
В 1959—1960 годах по приглашению академика А. Н. Колмогорова работает старшим научным сотрудником кафедры теории вероятностей МГУ.
В 1967 году защитил докторскую диссертацию, в 1968 году присвоено учёное звание — профессор.
В 1972 году стал академиком Академии Наук ЛитССР, а в 1984 — вице-президентом.
Под его руководством защищено свыше 30 кандидатских, и 5 докторских диссертаций.
Член КПСС с 1953 года.
Умер 23 ноября 2003 года.

### Научная деятельность
Область научных интересов — теория вероятностей и математической статистики.
Создатель методов асимптотического анализа распределений сумм зависимых случайных величин, связанных в цепь Маркова.
Исследовал асимптотические свойства некоторых статистик случайных процессов.

## Награды
- Орден Трудового Красного Знамени[2]
- Орден Октябрьской Революции[2]
- Орден Дружбы народов[2]
- Премия имени А. А. Маркова (совместно с В. М. Золотарёвым, В. В. Петровым, за 1971 год) — за цикл работ по предельным теоремам для независимых величин для цепей Маркова
- Государственная премия СССР (совместно с А. А. Боровковым, В. В. Сазоновым, за 1979 год) — за цикл работ по асимптотическим методам теории вероятностей, опубликованных в 1958—1977 годах
- Заслуженный деятель науки ЛитССР[2]
- Государственная премия ЛитССР (1967, 1987)[2]